# Xã Noyes, Quận Clinton, Pennsylvania
Xã Noyes (tiếng Anh: Noyes Township) là một xã thuộc quận Clinton, tiểu bang Pennsylvania, Hoa Kỳ. Năm 2010, dân số của xã này là 357 người.